# Domingos Martins
Domingos Martins es el nombre de un municipio del estado brasileño de Espírito Santo. De acuerdo con el censo del IBGE de 2000, el municipio contaba con 30.559 habitantes (en su mayoría decedientes de alemanes del Hunsrück y Pomerania), de los cuales 5.820 fueron viviendas urbanas (sobre todo en la capital). Tiene una densidad de población de 21,1 hab / km ².